# Thesbia
Thesbia es un género de gastrópodos marinos perteneciente a la familia Raphitomidae.

## Especies
Este género contiene las siguientes especies:
- Thesbia algoensis Thiele, 1925
- Thesbia nana (Lovén, 1846)
- Thesbia nanum (Loven, 1846)
- Thesbia unica Sysoev, 1988